# Melody (cantora)
Gabriela de Abreu Severino, mais conhecida como Melody (São Paulo, 4 de fevereiro de 2007), é uma cantora e compositora brasileira. Tornou-se conhecida na internet em 2015 após viralizar com vídeos onde aparece executando falsetes inspirados na cantora Mariah Carey na companhia da cantora Deborah Moreira. Em seguida, participou de programas de TV e lançou o single "Fale de Mim". Os vídeos da cantora foram alvo de memes nas redes sociais.
Em 2019, aos 11 anos, foi alvo de polêmicas em razão de uma suposta hiper-sexualização de seu corpo nas redes sociais, o que rendeu intervenção do Ministério Público e críticas do influenciador Felipe Neto ao pai da cantora, MC Belinho. Ao final, Neto entrou em um acordo com Belinho e passou a custear sessões de psicoterapia para Melody. Ainda em 2019, a artista lançou o clipe de "Tô bem, tô zen" em parceria com a produtora KondZilla, o qual alcançou mais de 100 milhões de visualizações.
Em 2023 lançou Pipoco junto a Ana Castela, single que alcançou o topo da parada Spotify Brasil, tornando Melody a cantora mais jovem a ocupar tal posição. No mesmo ano, lançou "Love, Love" em parceria com Naldo Benny, canção que ressuscitou conflitos da cantora junto a Anitta, com quem se desentendeu em 2022. Em 2024 reconciliou-se com Anitta, com quem lançou o remix da canção "Mil Veces".

## Biografia
Melody é filha de Thiago Abreu e Daiane Glória Severino e tem uma irmã, conhecida como Bella Angel - que também canta -, dois anos mais velha. Até janeiro de 2019, vivia com os pais e a irmã; no entanto, o casal iniciou um processo de separação e a guarda das meninas deve ficar com a mãe.
Segundo relatos do pai, Thiago Abreu, mais conhecido com Belinho, Gabriella sonha em ser cantora desde os primeiros anos de idade, por conta de sua influência, que é cantor de funk também. A irmã Bella Angel também segue carreira musical.

## Carreira

### 2015: "Fale de Mim" e falsete
Melody ganhou notoriedade nacional no inicio de 2015, após divulgar um vídeo em sua página no Facebook cantando a música "Fale de Mim", canção escrita pelo pai dela, MC Belinho. Num vídeo seguinte, tentava reproduzir um falsete de Christina Aguilera que viralizou. Logo depois, fez outro vídeo fazendo falsete, dessa vez com uma amiga do seu pai, a cantora Déborah Moreira.
Nesta altura, Melody era considerada uma das crianças brasileiras mais influentes da internet.

### 2016–17: Sem paródias
Em 2016, Melody publicou em sua página do Facebook que não iria mais fazer o falsete nem paródias, e que iria começar a cantar de verdade.
Entre 2016 e 2019, Melody se envolveu em alguns casos controversos: devido à fama, teve problemas com a direção da escola, com gerenciamento de sua carreira pelos pais, assim como críticas vindas de Felipe Neto e da Capricho, devido ao seu visual sexualizado quando era criança.

### 2018–presente: "Tô Bem, Tô Zen" e "Assalto Perigoso"

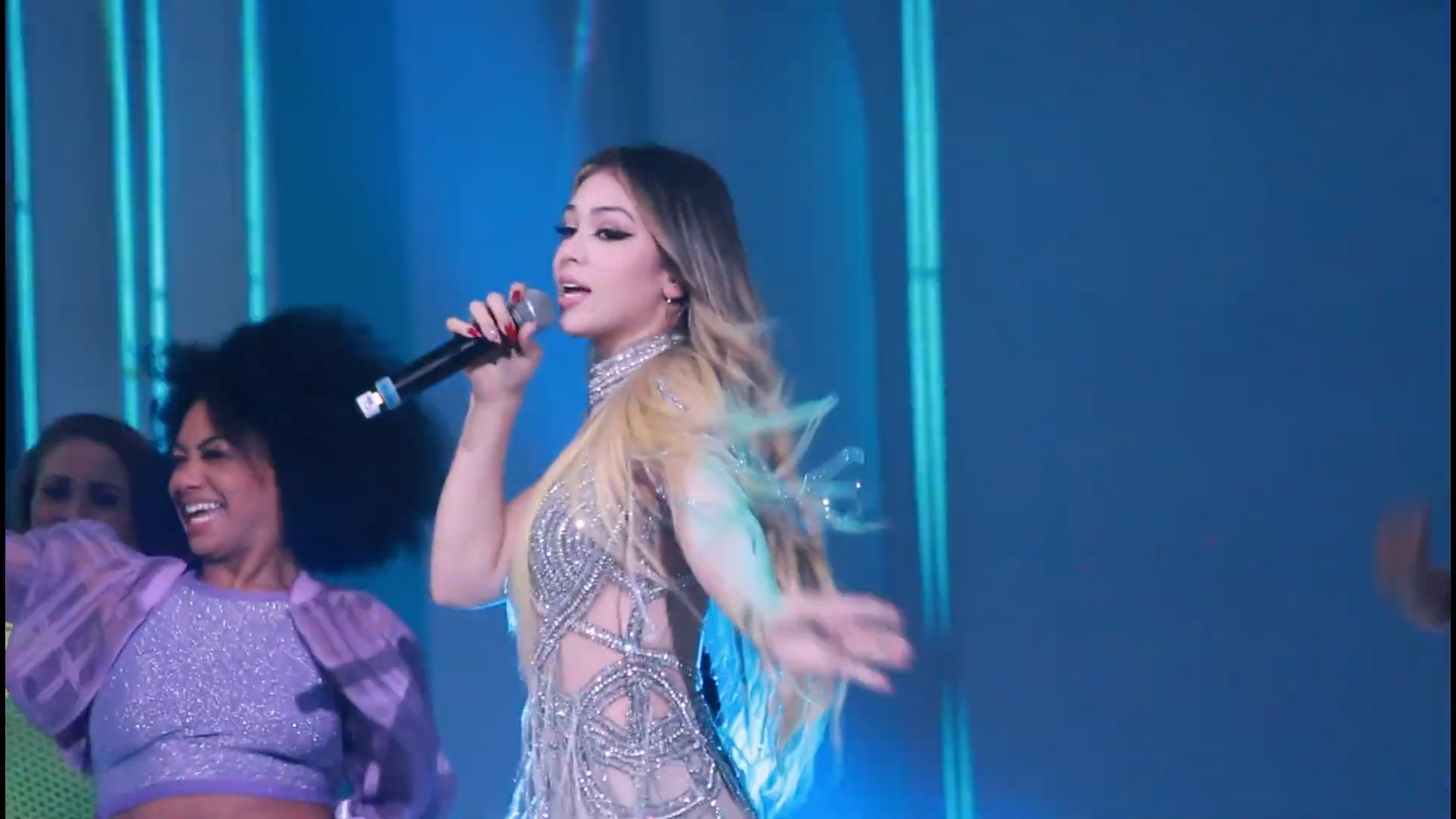
Melody se apresentando no TikTok Awards 2023

No dia 5 de junho de 2018, a cantora lançou o seu novo clipe da nova fase. "Vai Rebola" bateu 21.708.111 visualizações, só no seu canal. Meses depois, deixou o cabelo loiro para trabalhos futuros. Para a Copa do Mundo FIFA 2018, ela lançou a música "Som da Copa", em parceria com a funkeira Vakeria Funk. Um mês depois, ela, juntamente com sua irmã Bella Angel, lançou a música "Tô Bem, Tô Zen", pelo canal KondZilla, com a participação de alguns famosos, tais como a youtuber Viih Tube, o youtuber Gregory Kessey e a cantora Nicks Vieira. Semanas após o lançamento, o clipe ficou em 4º lugar em alta do YouTube. Em três meses, o clipe bateu 80.793.549 visualizações, e no dia 16 de outubro, ela, junto com a dupla Carlos e Christian, lançaram ''Hoje eu tô um Nojo'' e bateu 4.647.647 visualizações. Em 2021, sua música "Assalto Perigoso" ficou com visibilidade nas rádios e entre os famosos, alcançando uma posição considerável nas listas de sucessos. Em 2022 Melody se tornou a artista mais jovem da América Latina a alcançar um rank global do Spotify no top 200 com a canção "Pipoco", de Ana Castela em parceria com a cantora.

## Controvérsias

### Escola
A fama da cantora chegou a atrapalhar na escola, as outras crianças ficavam indo atrás dela para conversar e conhecê-la, mas o assédio acabou incomodando porque a cantora não conseguia lanchar na hora do recreio e a escola teve que tomar providências para que os outros alunos não a incomodassem.

### Thiago Abreu
O pai de Melody, Thiago Abreu, mais conhecido como MC Belinho, foi investigado pelo Ministério Público de São Paulo sob suspeita de "Violação ao direito ao respeito e à dignidade de crianças/adolescentes" por conta do visual adulto usado por Melody em vídeos onde ela canta funk.
Após a abertura do inquérito, MC Belinho anunciou que iria fazer um reformulação nas músicas e no visual de Melody para ela se tornar uma cantora pop mirim sem sensualizar E fez até um novo vídeo onde Melody aparece com visual adequado para sua idade onde ela canta uma musica chamada "Sonho de Criança" onde a cantora diz que seu sonho é ser uma cantora de sucesso e diz que errou. Seu pai também canta um verso onde ele diz que apoia o sonho de Melody. Na época foi noticiado que Melody recebia R$2,500 por apresentação e Melody chegou a postar uma foto com uma maleta de dinheiro, mas após a abertura do inquérito, MC Belinho negou que ganhasse qualquer dinheiro às custas da sua filha.
Melody já se viu em várias outras polêmicas - além de seu estilo sensual, o pai da cantora já acusou Lucas Lucco de tentar tirar a página de Melody do ar.

### Caprichoe Felipe Neto
Em janeiro de 2019, Isabella Otto publicou um artigo na Capricho sobre a Melody, questionando seu visual adulto: "Melody e a geração de meninas adultificadas e sexualizadas [...] Um exemplo claro disso são as fotos postadas no dia 7 de julho pela MC Melody no Instagram. De cropped, sutiã com bojo, cabelo platinado até a cintura e maquiagem carregada, a cantora mirim chocou muitos internautas, que começaram a se perguntas quantos anos tinham dormido para acordar como uma Melody maior de idade. [...] Quanto dinheiro e quantos likes valem a vida de uma criança adultificada e erotizada?" No mesmo mês, Felipe Neto baniu a cantora de seu canal no YouTube, alegando: "Infelizmente a Melody está banida do meu canal. Havia informado ao seu pai que não faria mais 'react' enquanto ela fosse sensualizada. Ele me prometeu que ia mudar, mas só piorou. E piorou muito. Ela tem 11 anos, e eu tive que censurar uma foto para poder exibir."

### Daiane Glória Abreu
Sob o contexto das polêmicas, em janeiro de 2019, a mãe de Melody, Daiane Glória Abreu, afirmou reprovar o conteúdo sensualizado nas produções das filhas, mas nunca pôde interferir por impedimento do pai e das próprias meninas. Daiane alegou que "reclamava quando elas usavam roupas curtas, mas elas batiam o pé e o pai também". Disse ainda: "as crianças ficam contra mim porque o pai apoia tudo o que elas fazem e eu não. Elas dizem que se a carreira delas acabar, a culpa é minha." Afirmou também que Belinho "é um bom pai, mas começou a mudar o estilo da Melody principalmente do meio do ano passado para cá". Além disso, enquanto Belinho era o responsável por administrar a carreira das filhas, Daiane afirma nunca ter tido acesso aos lucros obtidos pela carreira musical de Melody e Bella.
Em vista da carreira musical envolvendo o teor tido como sensual e precoce e sucedendo as críticas que fez, Felipe Neto indicou a ativista Sabrina Bittencourt para supervisionar a produção de Melody e sua irmã Bella Angel através de profissionais, como psicólogos e pedagogos. A mãe das meninas participará dos processos e acompanhará a carreira delas. Na mesma ocasião, o pai das garotas divulgou uma nota pedindo desculpas pelo que foi feito com Melody e Bella, esclarecendo que a ausência da mãe na carreira das filhas é culpa exclusivamente dele e que a guarda das crianças deverá ser concedida a ela. Sob o mesmo contexto afirmou que não será mais o responsável pela carreira artística das meninas, que deverá ficar sob administração da mãe.

## Características musicais

### Estilo musical, gêneros e influências
O estilo musical de Melody é associado ao pop, funk melody e piseiro, e o timbre vocal da cantora é soprano lírico,[carece de fontes?] com afinação de agudos e falsetes. Melody cresceu ouvindo artistas pop internacionais como Christina Aguilera, Mariah Carey e Ariana Grande. A maioria de seus covers são falsetes onde ela canta as músicas de suas inspirações. Quando mais jovem, Melody fez um cover usando apenas falsetes de Mariah Carrey, onde ela tentou aproximar seus agudos com os da cantora, Melody disse ao EGO: "O falsete faz parte da minha carreira". Nessa entrevista, Melody afimrou que havia diminuído a frequência com que fazia falsete, mas que não tinha parado. Melody também fez um cover no YouTube, no Natal, dizendo que era a versão brasileira de Mariah Carey e Ariana Grande. Melody já disse que Ariana Grande foi sua maior inspiração para sua carreira artística, sendo que a maioria de seus covers são da cantora. Muitas dessas músicas se tornaram virais, com milhões de visualizações.

## Discografia

### Singles
| Ano  | Título                                | Melhores posições nas paradas | Melhores posições nas paradas | Álbum |
| Ano  | Título                                | BRA                           | Billboard                     | Álbum |
| ---- | ------------------------------------- | ----------------------------- | ----------------------------- | ----- |
| 2018 | "Tô Bem, Tô Zen" (feat. Bella Angel)  | 40                            | —                             | —     |
| 2018 | "Hoje eu tô um Nojo"                  | —                             | —                             | —     |
| 2019 | "Vingança" (feat. Bella Angel)        | —                             | —                             | —     |
| 2019 | "Anjo"                                | —                             | —                             | —     |
| 2021 | "Fale de Mim"                         | —                             | —                             | —     |
| 2021 | "Assalto Perigoso"                    | 29                            | —                             | —     |
| 2022 | "Fake Love 2"                         | 48                            | —                             | —     |
| 2022 | "Bebê I love You" (feat. Tierry)      | —                             | —                             | —     |
| 2023 | "Love, Love" (feat. Naldo Benny)      | 19                            | 24                            | —     |
| 2024 | "Mil Vezes (remix)" (Anitta & Melody) | 184                           | —                             | —     |
| 2024 | "Mexidinha" (Parangolé)               | 130                           | —                             | —     |

### Como artista convidada
| Ano  | Título                                                 | Melhores posições nas paradas | Melhores posições nas paradas | Melhores posições nas paradas | Álbum |
| Ano  | Título                                                 | Spotify Brasil                | Billboard Brazil Songs        | Top 100 Brasil                | Álbum |
| ---- | ------------------------------------------------------ | ----------------------------- | ----------------------------- | ----------------------------- | ----- |
| 2016 | "Você Me Faz Tão Bem" (Rafinha Dragão & Melody)        | —                             | —                             | —                             | —     |
| 2021 | "Nocaute" (Tilia feat. Melody)                         | —                             | —                             | —                             | —     |
| 2022 | "Pipoco" (Ana Castela feat. Melody e DJ Chris no Beat) | 1                             | 1                             | 42                            | —     |
| 2023 | "Barbie de Chapéu" (Paula Guilherme feat. Melody)      | 150                           | —                             | —                             | —     |
| 2024 | "Eu Vou Sentar" (Nattan feat. Melody)                  | 21                            | 49                            | —                             | —     |
| 2024 | "Lovezin Bandido" (Latino feat. Melody)                | 72                            | —                             | —                             | —     |
| 2025 | "Ilude Gostoso" (Luccas e Rodrigo feat. Melody)        | 90                            | —                             | —                             | —     |

## Prêmios e indicações
| Ano  | Prêmio                       | Categoria      | Trabalho indicado | Resultado | Ref    |
| ---- | ---------------------------- | -------------- | ----------------- | --------- | ------ |
| 2015 | Prêmio Jovem Brasileiro 2015 | Internet       | Ela mesma         | Vencedora | [ 43 ] |
| 2024 | Prêmio Jovem Brasileiro 2024 | Melhor Cantora | Ela mesma         | Vencedora | [ 44 ] |